# Жилле, Николя
Николя Жилле (фр. Nicolas Gillet; 11 августа 1976 года, Бретиньи-сюр-Орж) — французский футболист, центральный защитник. Выступал за клубы «Нант», «Ланс», «Гавр», «Анже» и за сборную Франции. Обладатель Кубка конфедераций, чемпион Франции и двукратный победитель Кубка Франции.

## Клубная карьера
Жилле является воспитанником футбольного клуба «Нант», в основной команде которого он дебютировал в 1997 году. Проведя в «Нанте» 7 сезонов, он в 2004 году не стал продлевать контракт с клубом и на правах свободного агента перешёл в «Ланс». После трёх сезонов в «Лансе» карьера Жилле пошла вниз и в дальнейшем он играл за клубы Лиги 2 «Гавр» и «Анже». По окончании сезона 2011/12 Жилле досрочно по обоюдному согласию расторг контракт с «Анже», тем самым завершив свою профессиональную карьеру.

## Карьера в сборной
В составе национальной сборной Жилле провёл один матч, выйдя на поле в матче со сборной Австралии (1:0 в пользу сборной Австралии), в рамках розыгрыша Кубка конфедераций 2001.

## Достижения
«Нант»
- Чемпион Франции: 2000/01
- Обладатель Кубка Франции: 1998/99 и 1999/00
- Обладатель Суперкубка Франции: 1999 и 2001
- Финалист Кубка французской лиги: 2003/04

«Ланс»
- Обладатель Кубка Интертото: 2005

сборная Франции
- Обладатель Кубка конфедераций: 2001